# Cygnicollum
Cygnicollum là một chi rêu trong họ Funariaceae.